# میشل اوباما
میشل لاوون رابینسون اوباما (به انگلیسی: Michelle LaVaughn Robinson Obama) (زادهٔ ۱۷ ژانویه ۱۹۶۴) وکیل و نویسنده آمریکایی است که به مدت هشت سال بین سال‌های ۲۰۰۹ تا ۲۰۱۷، بانوی اول ایالات متحده آمریکا بود. او در سن ۲۸ سالگی با باراک اوباما ازدواج کرد و نخستین بانوی اول آمریکایی آفریقایی تبار در تاریخ ایالات متحده آمریکا است. میشل و باراک اوباما از ازدواج خود دو دختر دارند.
او دانش آموختهٔ دانشگاه پرینستون و دارای دکترای حقوق از دانشگاه هاروارد است. او به محیط زیست علاقه‌مند است. بسیاری از سبزیجات مصرفی خانواده اوباما در باغچه سبزیجات میشل اوباما در محوطه کاخ سفید به عمل می‌آمد. وی به زنبورداری علاقه‌مند است و در کاخ سفید نیز زنبورداری می‌کرد.
وی در انتخابات ۲۰۱۶ ایالات متحده آمریکا از حامیان هیلاری کلینتون بود که در حمایت از او چندین سخنرانی داشت. او در این سخنرانی‌ها مواضع تندی علیه ترامپ نامزد جمهوری‌خواه داشت.
میشل اوباما در فهرست نظرسنجی سالانه زن تحسین شده (en) سال ۲۰۱۸ به عنوان مقام اول انتخاب شد. پیش از این و برای ۱۶ سال متوالی، هیلاری کلینتون در صدر این فهرست قرار داشت.
جدیدترین کتاب میشل اوباما با عنوان نور درون با ترجمه یاسین قاسمی بجد و انتشارات جزیره کتاب منتشر شد.

## نگارخانه

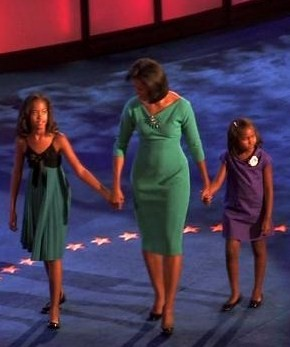
با دو فرزند خویش در کنوانسیون ملی دموکرات‌ها در ۲۰۰۸
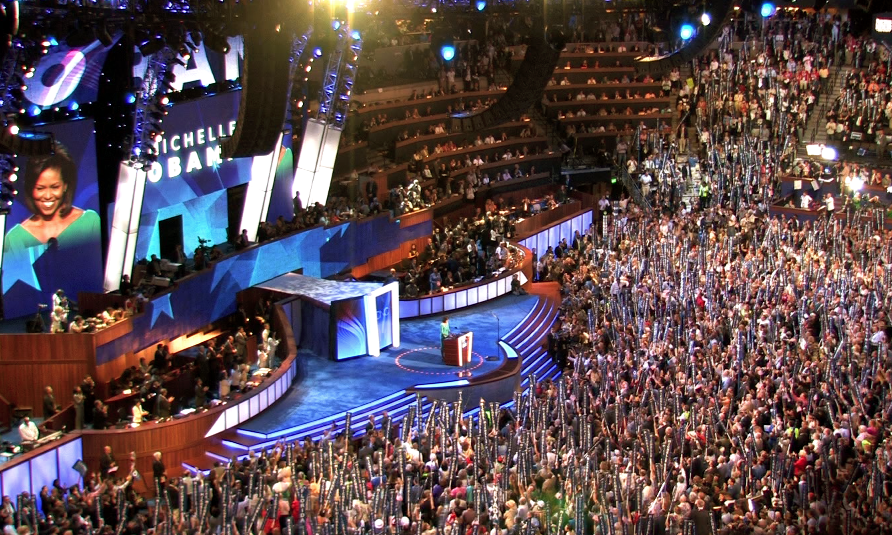
سخنرانی در جمع کثیری در کلرادو
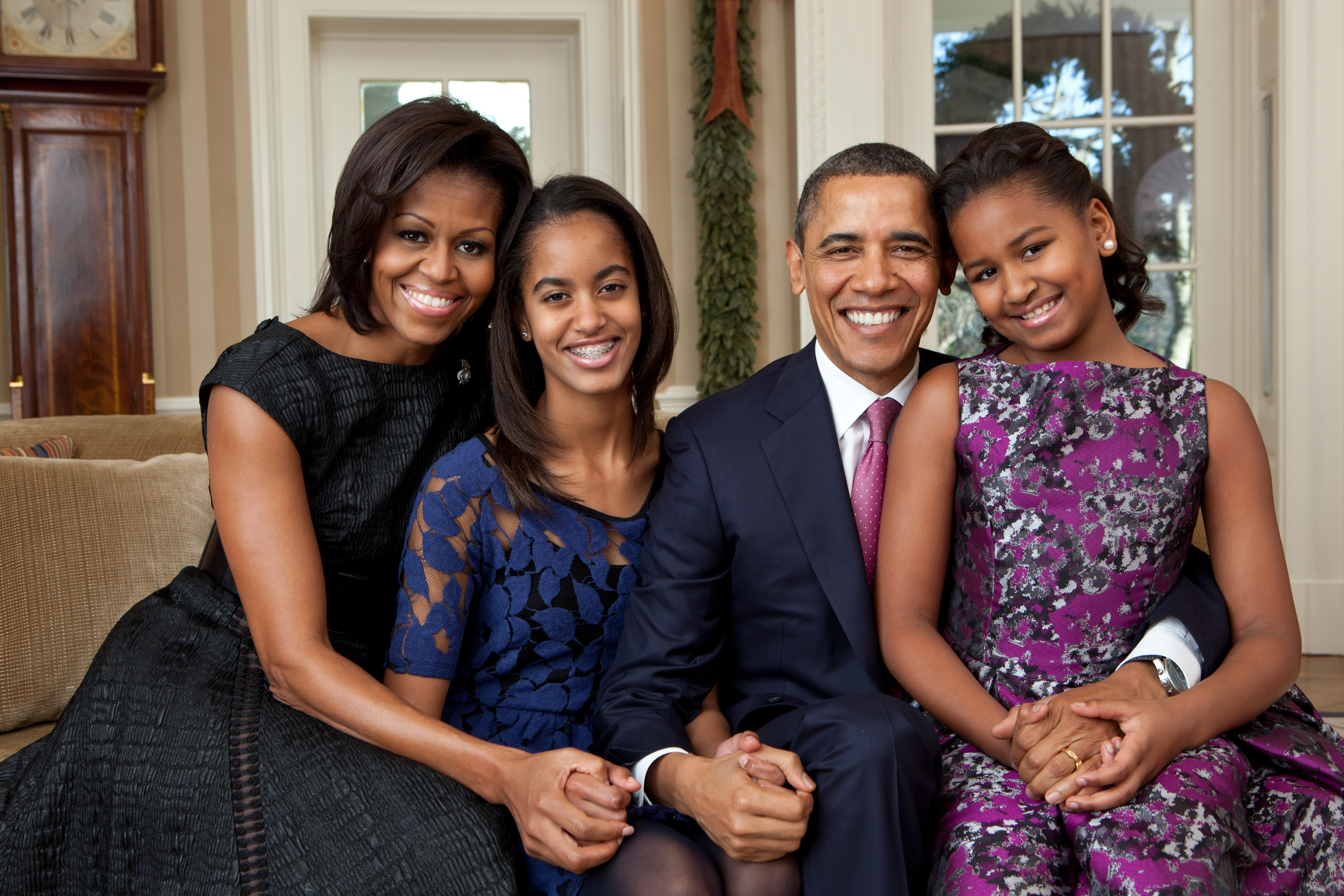
میشل اوباما به همراه خانواده‌اش
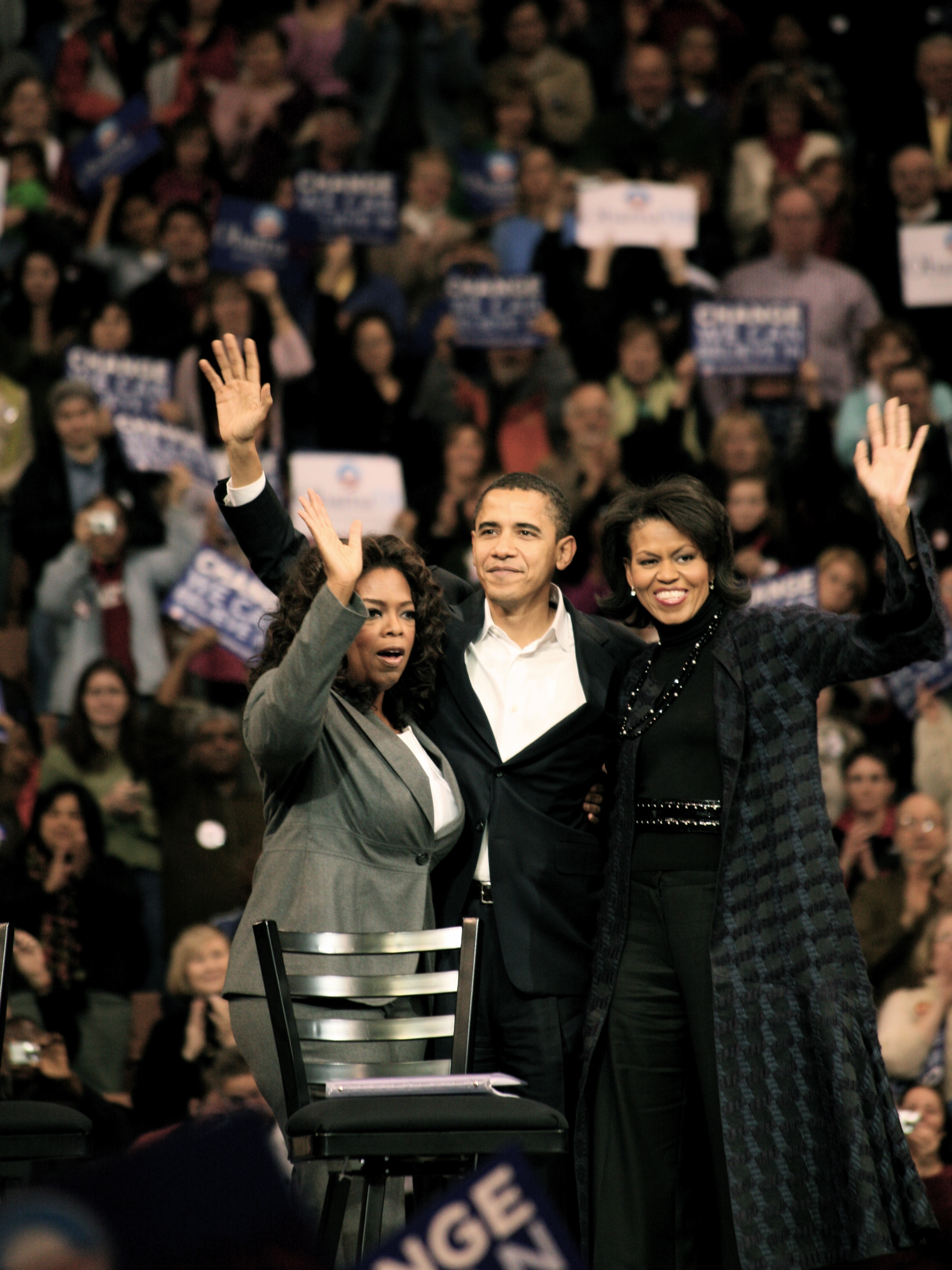
اپرا وینفری میشل و باراک اوباما را در مبارزات انتخاباتی همراهی می‌کند.
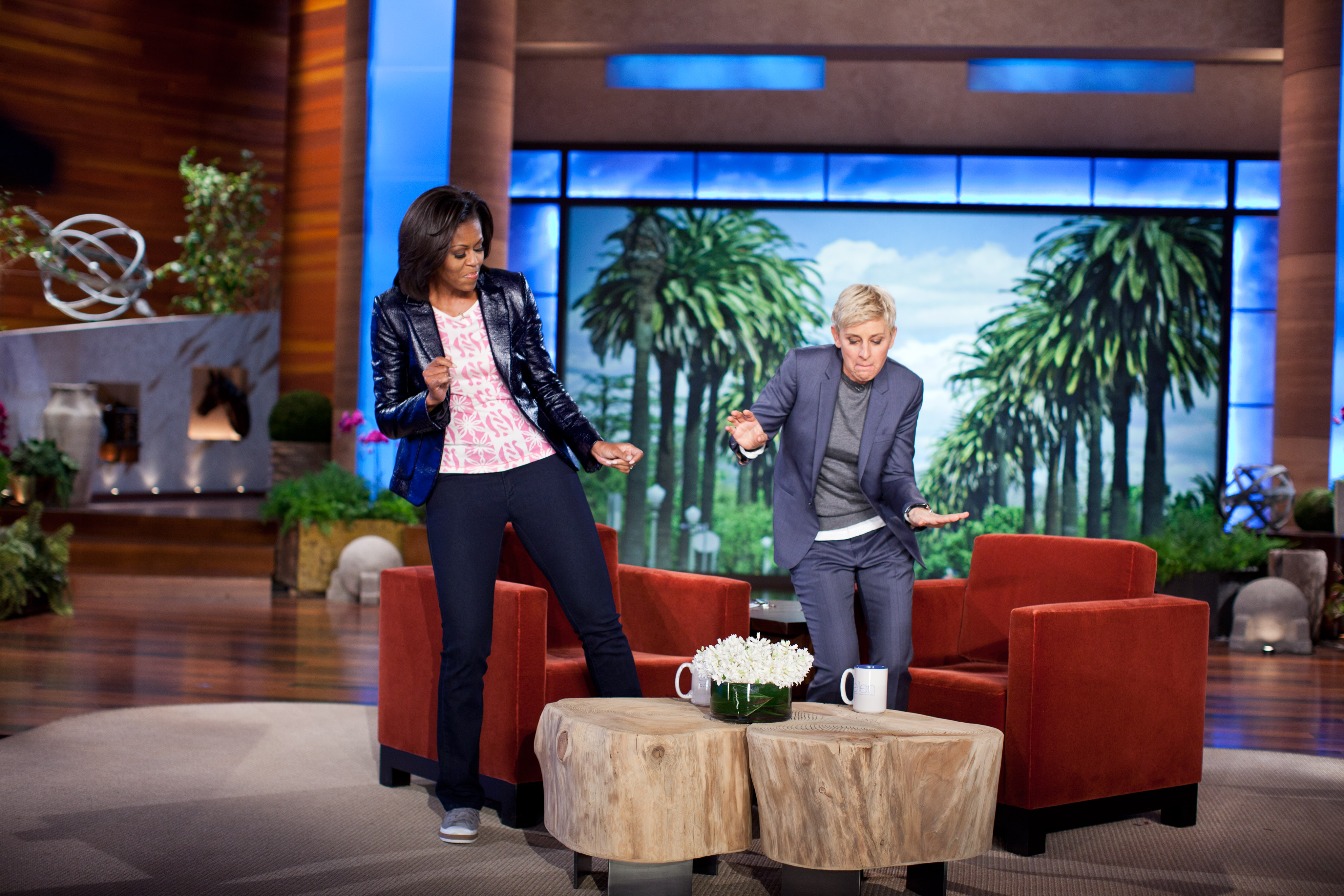
میشل اوباما و الن دی‌جنرس در دومین سالگرد !Let's Move